# Gasterellaceae
Gasterellaceae là một họ nấm thuộc bộ Boletales.